# Pterolophia bilineaticeps
Pterolophia bilineaticeps är en skalbaggsart som beskrevs av Maurice Pic 1926. Pterolophia bilineaticeps ingår i släktet Pterolophia och familjen långhorningar. Inga underarter finns listade i Catalogue of Life.